# Koninklijke Academie voor Oudheidkunde van België
De Koninklijke Academie voor Oudheidkunde van België (Frans: Académie royale d'archéologie de Belgique) werd in 1842 opgericht. Zij heeft tot doel archeologisch en kunsthistorisch onderzoek in België te bevorderen evenals de wetenschappelijke disciplines die hiermee verband houden. Zij is sinds 1931 tweetalig. 
De Academie streeft haar doel na door regelmatig bijeenkomsten te organiseren en door de publicatie van het Belgisch Tijdschrift voor Oudheidkunde en Kunstgeschiedenis dat een internationale uitstraling heeft.
De Academie is een vereniging zonder winstoogmerk en wordt geleid door een Raad van Beheer en een Bestuur. Zij zetelt in het Academiënpaleis te Brussel.

## Geschiedenis
De Academie werd in 1842 in Antwerpen opgericht. Onder het lange voorzitterschap van haar stichter, Joseph Romain Louis de Kerckhove (1843-1863) kon zij een groot aantal binnen- en buitenlandse vorsers en liefhebbers van kunst en oudheidkunde aantrekken. Haar Annales en Bulletin hadden abonnees tot in Amerika en Azië. Dankzij een hele reeks giften kon de Academie niet alleen een grote bibliotheek uitbouwen maar ook een belangrijke oudheidkundige verzameling aanleggen. Beide werden, omwille van plaatsgebrek, later aan de stad Antwerpen overgedragen. In 1867 organiseerde de Academie te Antwerpen een belangrijk internationaal archeologisch congres dat het startpunt werd van een lange serie nationale archeologische congressen die nog steeds in Vlaanderen en in Wallonië plaatsvinden. Tijdens de eerste decennia van haar bestaan had de Academie nauwe banden met het Antwerps stadsbestuur maar als gevolg van veranderde politieke omstandigheden werden deze banden op het einde van de 19de eeuw zwakker. Wel organiseerde men daar in 1892 nog een feestelijke optocht met historische thematiek tijdens het landjuweel ter gelegenheid van het vijftigjarig bestaan van de Academie. Hiervan bleef een prentenserie bewaard in het Rijksmuseum Amsterdam.
De Eerste Wereldoorlog bracht grondige veranderingen teweeg in de Academie: de vele Duitse leden werden geschrapt, de banden met communistisch Rusland werden verbroken en heel wat leden overleefden de oorlog niet. Daarenboven waren de financiële middelen uitgeput. In die omstandigheden had de Academie het moeilijk om haar oude elan terug te vinden. Vanaf 1931 werden de Annales en het Bulletin vervangen door het Tijdschrift dat nog steeds jaarlijks verschijnt. Vanaf de jaren 1930 gingen de vergaderingen minder en minder in Antwerpen door en verplaatsten de activiteiten zich naar Brussel.
In 1992, vierde de Academie haar 150ste verjaardag met stijl in het Brusselse stadhuis. Tijdens de daarop volgende jaren kon men een verjonging en professionalisering van de leden vaststellen. De Academie vierde in 2017 haar 175ste verjaardag.

## Leden
De Academie telt zestig titelvoerende leden en veertig correspondenten. Zij kan buitenlandse geassocieerden en ereleden aanvaarden. Een lid kan erelid worden als zij of hij wegens omstandigheden niet meer in staat is regelmatig deel te nemen aan de activiteiten van de Academie.
Onder de leden bevinden zich onder meer:
- Jean-Marie Cauchies
- Thomas Coomans de Brachène
- Krista De Jonge
- Lydia De Pauw - De Veen
- Jean Luc Meulemeester
- Ronald Van Belle
- Stefan Vandenberghe
- Linda Van Santvoort

## Publicaties
De Academie publiceerde :
- de Annales de l’Académie d’Archéologie de Belgique, verschenen van 1843 tot 1930.
- het Bulletin de l’Académie d’Archéologie de Belgique, verschenen van 1868 tot 1930.
- het Belgisch Tijdschrift voor Oudheidkunde en Kunstgeschiedenis ((fr)  Revue belge d'Archéologie et d'Histoire de l'art), verschijnt sinds 1931 en vervangt de Annales en het Bulletin.

Het Tijdschrift is een jaarlijkse, meertalige, wetenschappelijke publicatie, die bijdragen opneemt in het Frans, het Nederlands, het Engels, het Duits, het Spaans, enz. Het Tijdschrift bevat tevens de samenvattingen van lezingen, boekbesprekingen, de verslagen van de bijeenkomsten en de ledenlijst.
De Commissie der Publicaties van de Academie wordt bijgestaan door een internationale wetenschappelijke raad die de kwaliteit van de aangeboden artikels onderzoekt en die borg staat voor een peer review.

## Prijs van de Academie
De driejaarlijkse "Prijs van de Academie voor Oudheidkunde en Kunstgeschiedenis" (vroeger de Prijs Simone Bergmans genoemd) bekroont een onuitgegeven studie op vlak van oudheidkunde of kunstgeschiedenis met betrekking tot het Belgisch grondgebied.

## Landjuweel in Antwerpen, 1892
In de optocht ter ere van het vijftigjarig bestaan van de Academie reden praalwagens met historische thema's. 

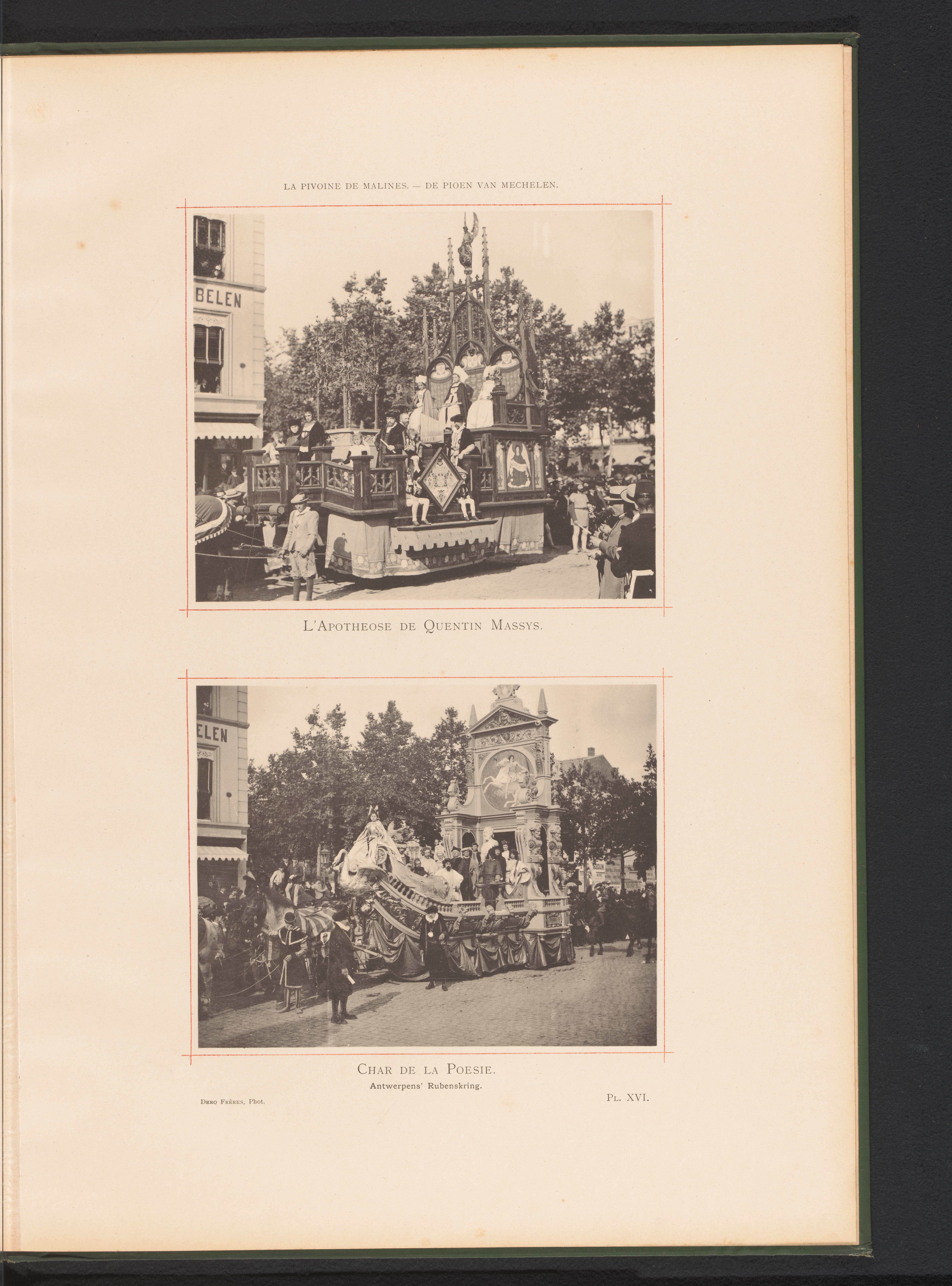
Landjuweel, 1892
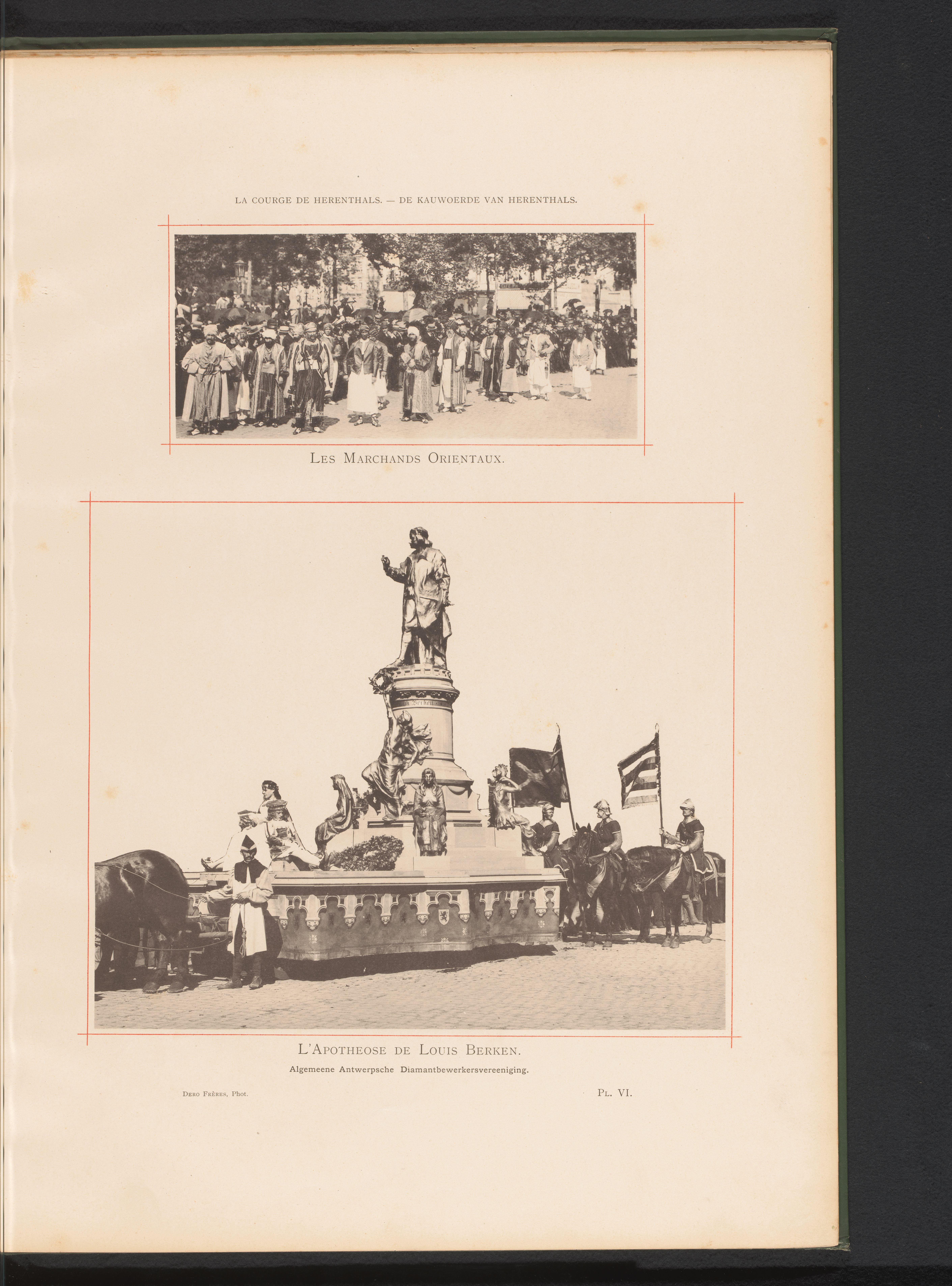
Landjuweel Antwerpen, 1892
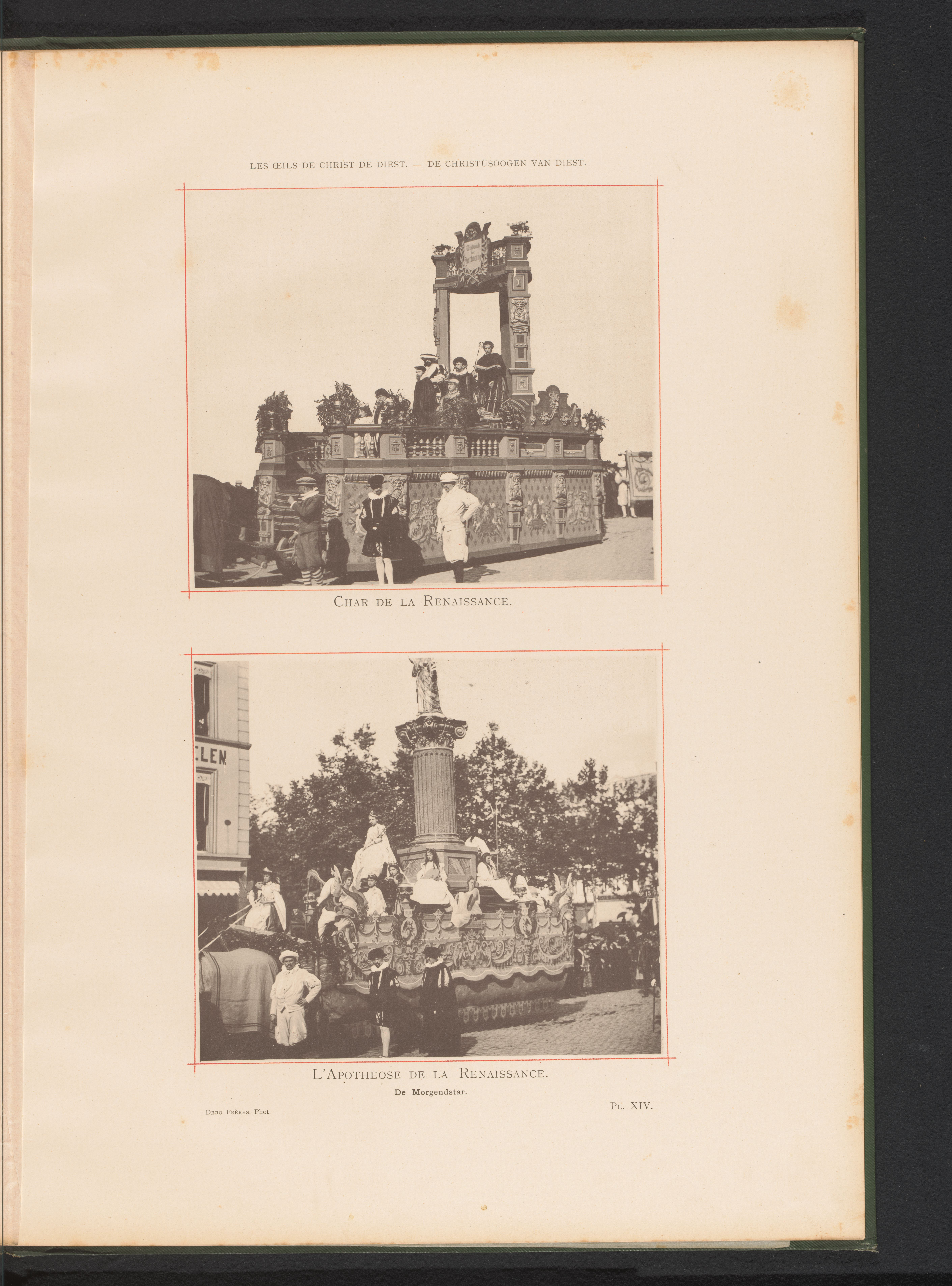
Landjuweel Antwerpen, 1892
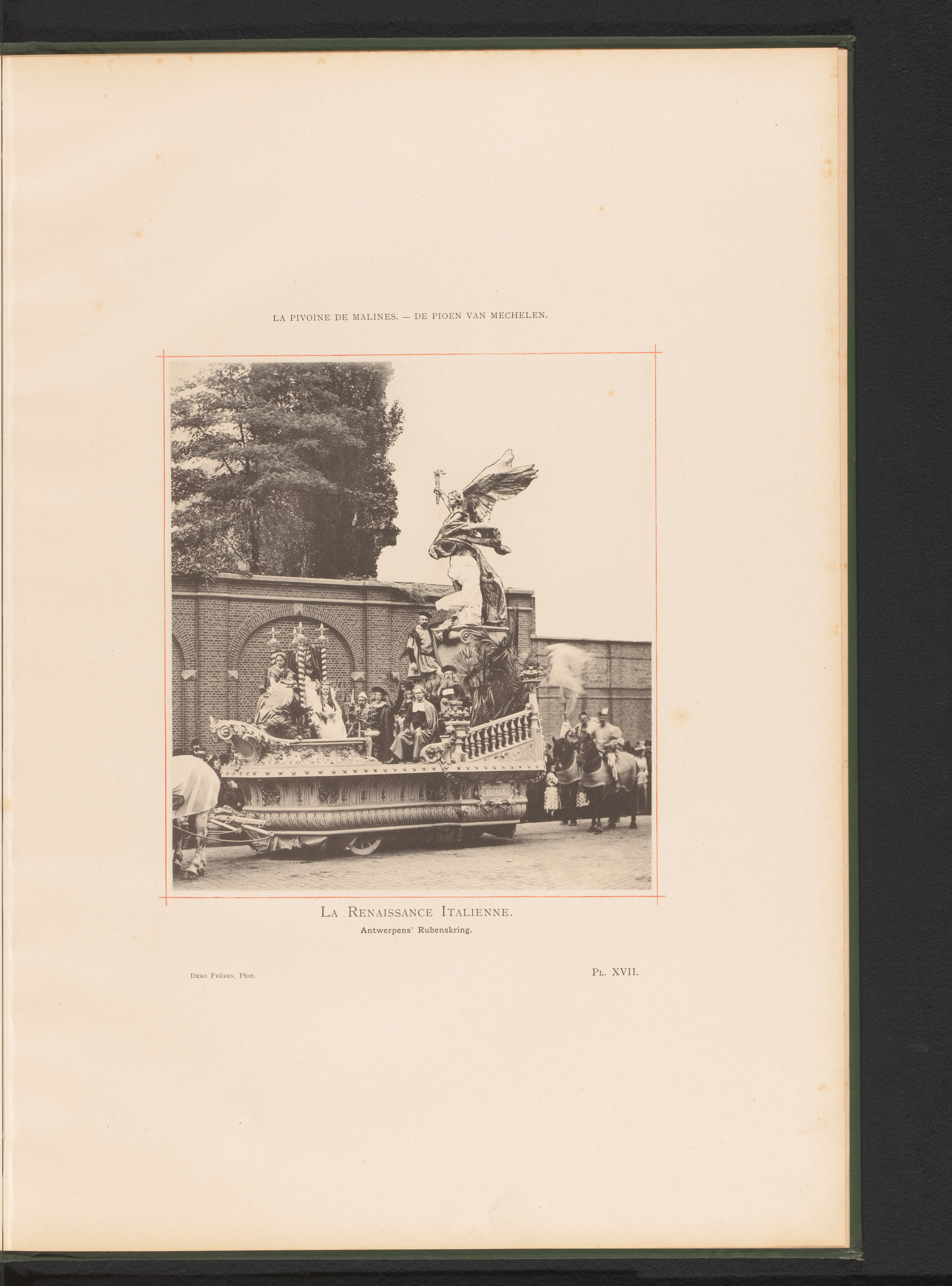
Landjuweel Antwerpen, 1892

## Bron
- V. G. Martiny (1992). L'Académie royale d'archéologie de Belgique trois fois jubilaire 1842-1992. Belgisch Tijdschrift voor Oudheidkunde en Kunstgeschiedenis 61 (1992): 11–73.